# TsOeM (Moskou)

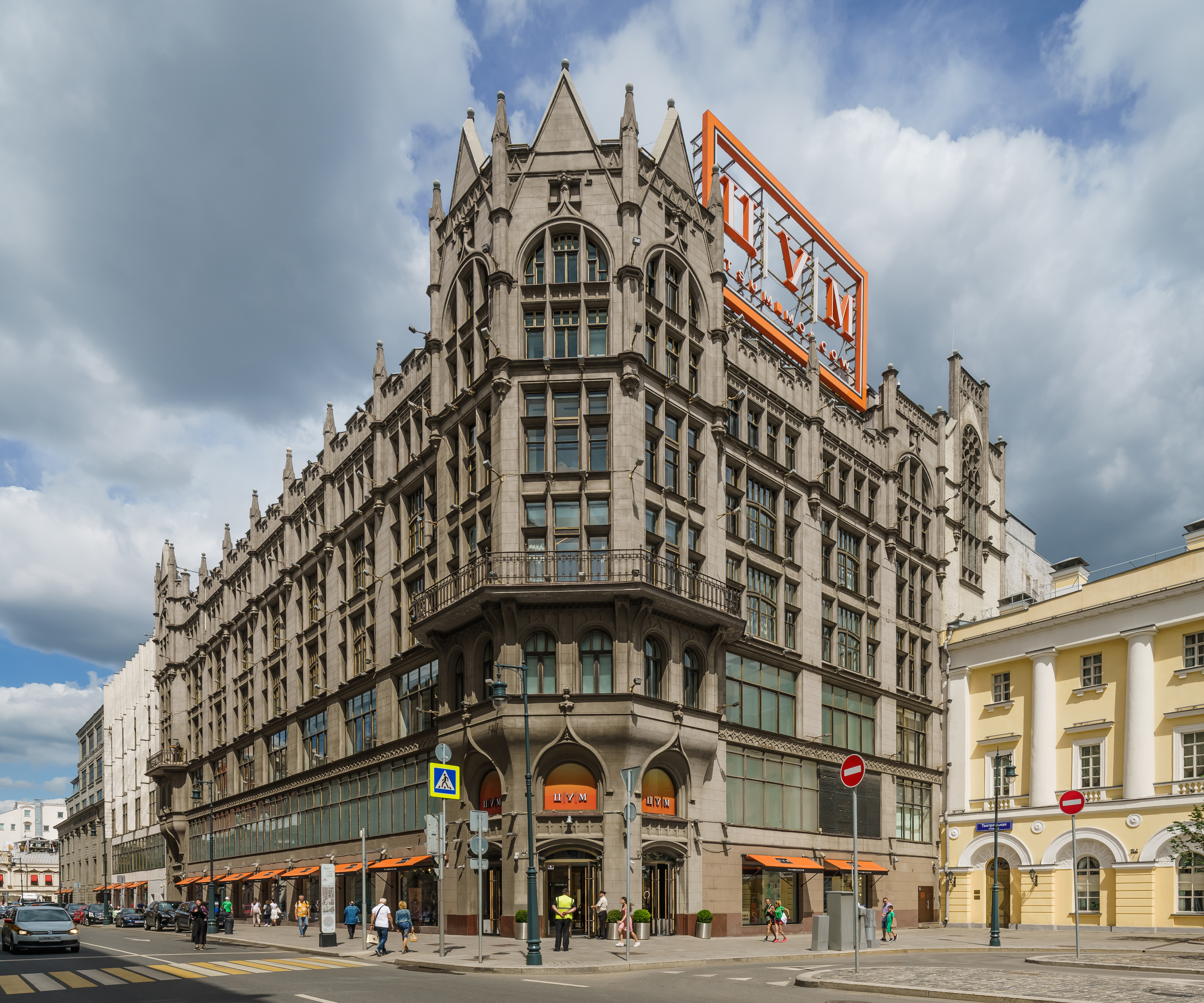
TsOeM aan het Theaterplein in Moskou.

TsOeM (Russisch: ЦУМ – Центральный универсальный магазин; Centraal universeel warenhuis) is een luxe warenhuis aan de Petrovkastraat en het Theaterplein in de wijk Tverskoy in het centrum Moskou. Het warenhuis is gevestigd in een zes verdiepingen tellend historisch pand in neogotische stijl. Het interieur is vele malen gerenoveerd, voor het laatst in 2007. TsOeM maakt deel uit van de Mercury Group.

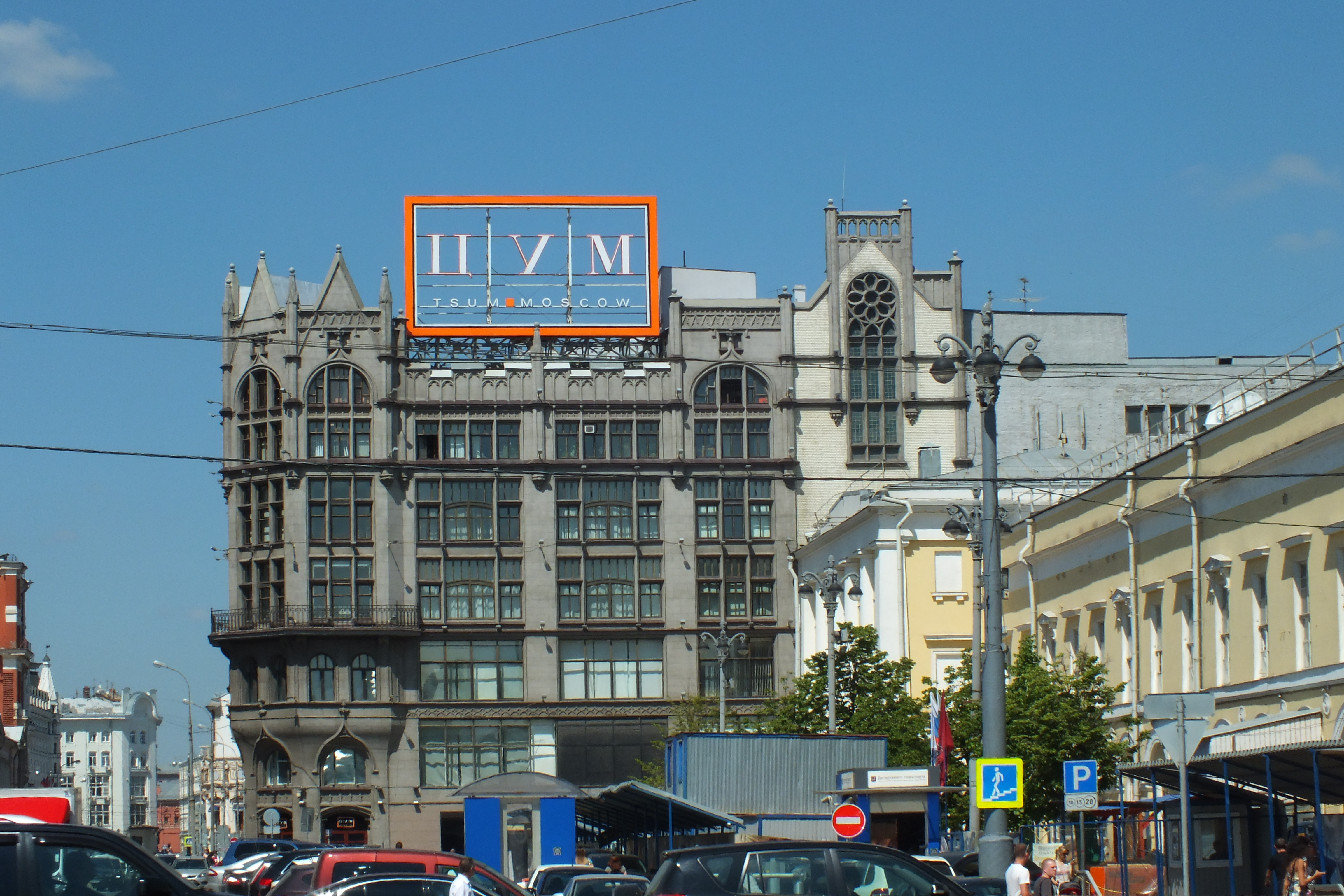
TsOeM (23 mei 2014)

## Geschiedenis
In 1857 richtten de kooplieden Andrew Muir (1817–1899) en Archibald Mirrielees (1797–1877), die afzonderlijk in Sint-Petersburg waren aangekomen, de “Muir and Mirrielees” Trading Company op. Archibald Mirrielees woonde vanaf 1822 in Sint-Petersburg en had in 1843 zijn eigen bedrijf opgericht; een van de belangrijkste Anglo-Russische koopmanshuizen.
In de jaren 1880 verhuisde het bedrijf van Sint-Petersburg naar Moskou en verwierf een gebouw voor een fourniturenwinkel aan het Theaterplein. In 1908 werd een nieuw gebouw opgetrokken in neogotische stijl met enkele moderne elementen, ontworpen door de beroemde Russische architect Roman Klein. “Muir en Mirrielees” was het eerste en grootste warenhuis in de laatste dagen van het Russische rijk . De winkel bood kleding, schoenen, sieraden, parfums en speelgoed en trok de grootste publieke belangstelling: “In de ogen van de Moskovieten is 'Muir en Mirrielees' een soort tentoonstelling van alles wat er in de hoofdstad te koop was, zij het voor de rijken en de high society, of voor de middenklasse klanten”, schreef een van de tijdgenoten. De winkel leverde door het hele Russische rijk. Het bedrijf richtte een meubelfabriek en andere winkels op. Tijdens de Russische Revolutie in 1918 werden het bedrijf en de activa geconfisqueerd door de bolsjewieken, die de naam "Muir & Mirrielees" omdoopten; eerst in "MosTorg" in 1922 en later in TsOeM.
In 2013 dwong het European Capital Investment Fund, eigenaar van de meerderheid van de aandelen van TsOeM, een uitkoop van minderheidsaandeelhouders af, waarna het bedrijf van de Moskouse beurs werd gehaald. 
TsOeM is het grootste modewarenhuis in Oost-Europa . Het heeft een groot assortiment modemerken, een parfumerie en sieraden. Daarnaast biedt het "TsOeM Globus Gourmet", een fusionrestaurant, een sigarenkamer, een café en een champagnebar van "Veuve Clicquot". 
De seizoenscollecties van TsOeM worden ondersteund door reclamecampagnes met modesterren Cindy Crawford, Milla Jovovich, Naomi Campbell, Daria Werbowy, Malgosia Bela en Mathias Lauridsen. Bekende ontwerpers als Roland Mouret, Ralph Rucci, Carolina Herrera, Dennis Basso, Michael Kors en Victoria Beckham hebben deelgenomen aan TsOeM-evenementen en hebben hun nieuwste collecties persoonlijk aan TsOeM-klanten voorgesteld. TsOeM biedt klanten aanvullende diensten, waaronder VIP-shopping en advies van professionele stylisten, cosmetische behandelingen en lezingen over moderne kunst

## Filialen
De TsOeM-vestiging in Barvikha Luxury Village werd in april 2008 geopend. In juni 2009 werd de TsOeM Outlet geopend in het winkelcentrum Mega Teply Stan. Het is een outletwinkel waar de TsOeM-collecties van het voorgaande seizoen tegen gereduceerde prijzen worden aangeboden.